# Stazione di Haverthwaite
La stazione ferroviaria di Haverthwaite è una stazione ferroviaria situata all'interno dell'area protetta di Lakeside.

## Storia
La stazione fu inaugurata, con binari e magazzino merci, il 1º giugno del 1869. Inizialmente era a disposizione di un villaggio vicino a Haverthwaite in Cumbria dove giungeva un lungo raccordo ferroviario collegato alla fornace di Backbarrow. La polvere da sparo, fino al 1935, era trasportata dalla piccola cittadina di Low Wood attraverso la linea principale per mezzo di un raccordo tramviario. La stazione divenne un servizio per i passeggeri a partire dal 30 settembre 1946 e venne chiusa ufficialmente il 13 giugno 1955; nonostante ciò, durante la stagione estiva, i treni continuarono a transitarvi fino al 1965.

## La riapertura
Una volta che è stata riaperta la linea con funzione turistica gestita dalla Lakeside and Haverthwaite Railway, la stazione è stata riaperta nel 1973 presentando un edificio principale, dove si possono acquistare i biglietti e dove è situata la sala d'aspetto. Si trova anche un complesso per i bagni e numerosi posti a sedere all'aperto. La stazione fornisce un attraversamento pedonale che porta al secondo binario, tuttavia quest'ultimo non è in uso. Ad Haverthwaite si trovano anche il deposito locomotive e officine.